# Conus ammiralis
Conus ammiralis is een in zee levende slakkensoort uit het geslacht Conus. De slak behoort tot de familie Conidae. Conus ammiralis werd in 1758 beschreven door Linnaeus. Net zoals alle soorten binnen het geslacht Conus zijn deze slakken roofzuchtig en giftig. Zij bezitten een harpoenachtige structuur waarmee ze hun prooi kunnen steken en verlammen.

## Ondersoorten
World Register of Marine Species erkent de volgende ondersoort:
- Conus ammiralis pseudocedonulli